# Табъяха
Табъяха (устар. Таб-Яха) — река в России, протекает по территории Надымского и Пуровского районов Ямало-Ненецкого автономного округа. Длина реки — 199 км, площадь её бассейна — 7110 км². Впадает в протоку Парде реки Пур в нижнем её течении, в районе разветвленной дельты (в 22 км к северо—западу от села Самбург). Общее направление течения с запада на восток. Питание реки преимущественно снеговое. Обычно замерзает к середине октября, вскрывается в конце мая начале июня. Как правило, ледоход длится 1-3 дня. Средняя длительность ледостава 8 месяцев.
В бассейне насчитывается свыше 720 рек и ручьёв из которых три реки длиной свыше 50 км. Крупный приток — река Нгарка-Табъяха. Среднегодовой расход воды оценивается в 65 м³/с.

## Притоки

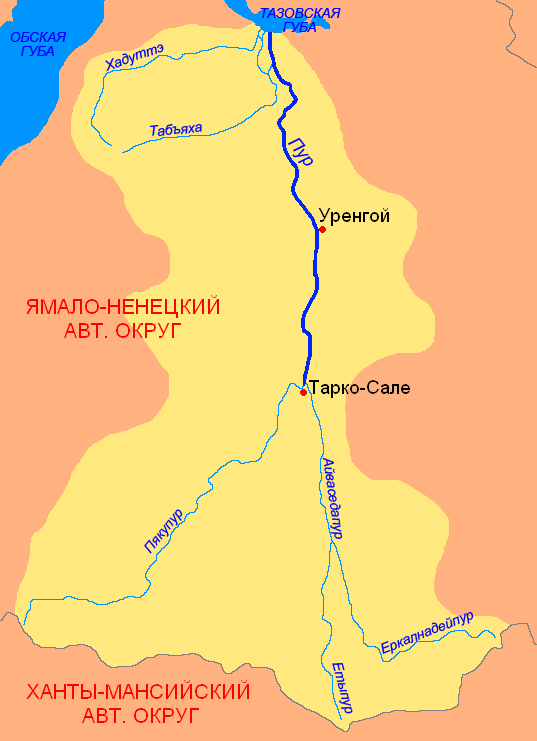
Бассейн реки Пур с притоками

(км от устья)
- 6 км: протока Хастабъяха
- 26 км: Нерусакуяха
- 38 км: Тюликуяха
- 41 км: протока Палкапарод
  - 11 км: Хынухадуттэ
- 53 км: Нгарка-Табъяха
- 79 км: Сидяхарвута
- 81 км: Нёлякохадуттэ
- 85 км: Нижняя Мялгохадуттэ
- 93 км: Верхняя Мялгохадуттэ
- 97 км: Яраяха
- 102 км: Кораль-Яха
- 103 км: Тояха
- 112 км: Логачейяха
- 113 км: Яраяха
- 119 км: Пангтабнадо-Хадуттэ
- 125 км: Сидятояха
- 129 км: Паравыхарвута
- 129 км: Хояха
- 140 км: Юртибяяха
- 141 км: Салабаяха
- 149 км: Нерояха
- 160 км: Ярыседэяха
- 161 км: Нгарка-Тояха
- 169 км: Харуяха
- 171 км: Хасрёхарвута
- 177 км: Паравыхарвута

## Данные водного реестра
По данным государственного водного реестра России относится к Нижнеобскому бассейновому округу, водохозяйственный участок реки — Пур. Речной бассейн реки — Пур.